# سفارة صربيا في واشنطن العاصمة
سفارة صربيا في الولايات المتحدة هي التمثيلية الرسمية وسفارة صربيا في الولايات المتحدة.

## مقالات ذات صلة
- سفارة السويد في واشنطن العاصمة
- سفارة بولندا في واشنطن العاصمة
- سفارة أوكرانيا في واشنطن العاصمة